# Xiamen Air

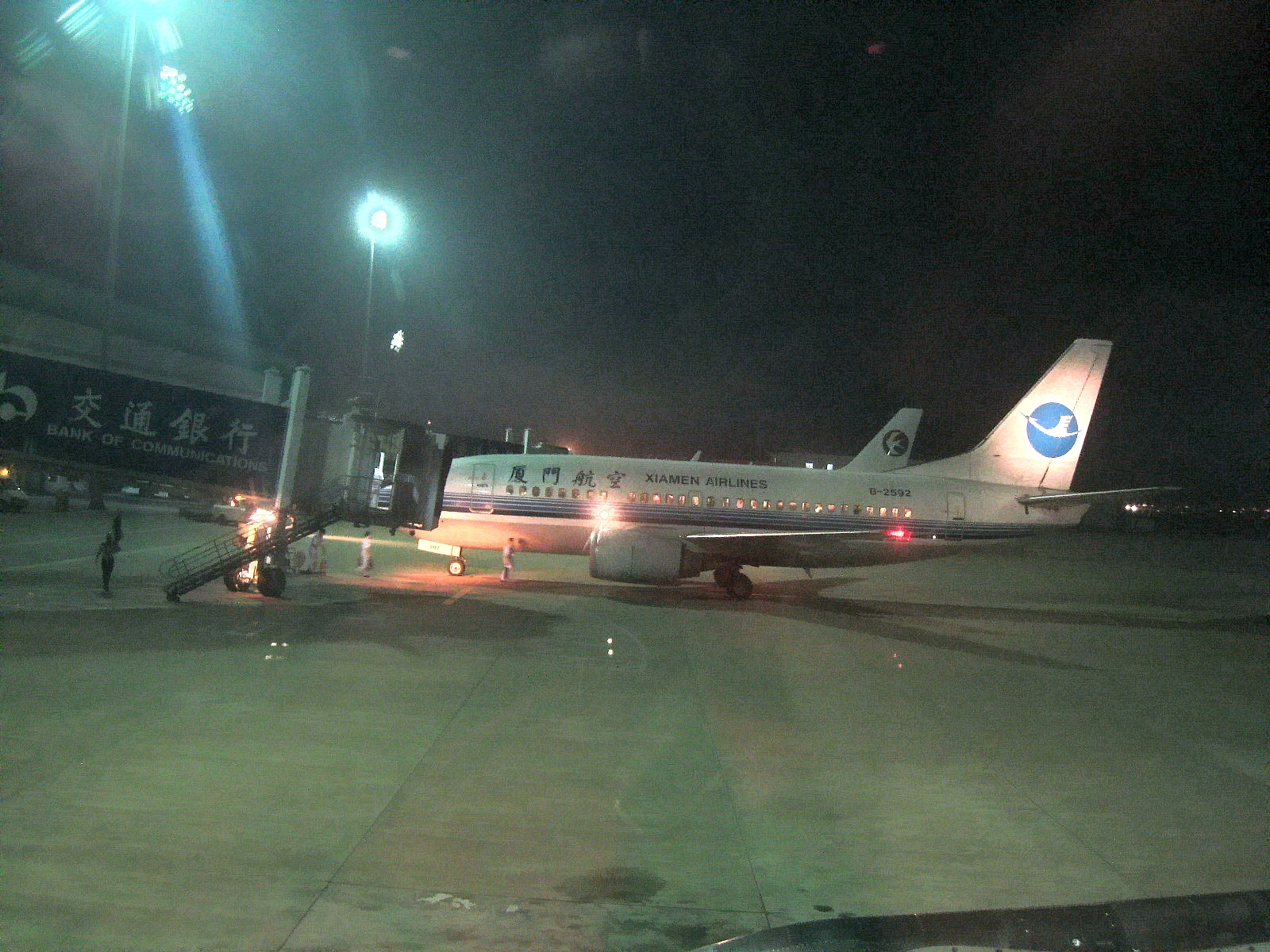
737 Xiamen Airlines в Nanchang Changbei International Airport

Сямень Ейрлайнс (англ. Xiamen Airlines, кит. спр. 厦门航空, піньїнь: Xiàmén Hángkōng, акад. Хямень Ханкун) — перша авіакомпанія Китаю, створена приватними інвесторами, що почала роботу 25 липня 1984 року і базується в міжнародному аеропорту Сяминь Гаоці. Авіакомпанія належить China Southern Airlines 51 %, Xiamen Construction and Development Group 34 % і Hebei Aviation Investment Group Co., Ltd. 15 %.
Головна база авіакомпанії знаходиться в Сямені, однак має хаби в Фучжоу і Уїшані в провінції Фуцзянь і Ханчжоу в провінції Чжецзян. Крім місцевих рейсів авіакомпанія здійснює рейси в Сеул, Осаку, Гонконг, Макао, Сінгапур, Куала-Лумпур, Пенанг і Бангкок.

## Плани розвитку
China Southern Airlines підписала попередню угоду про покупку 13 Boeing 787, 3 з яких будуть передані належній на 60 % їй компанії Xiamen Airlines. Поставка авіатехніки планується з 2008 по 2010.
У грудні 2005 Xiamen Airlines підписали замовлення на 10 Boeing 737-800, які будуть обладнані вінглетами, вони повинні поставлятися з середини 2006 по 2008. Ця закупівля — частина загального генерального замовлення в 70 літаків між China Aviation Supplies Import & Export Group Corporation та The Boeing Company, підписаного під час відвідин Китаю президентом США Дж. Бушем у 2005.
У червні 2006 повідомлялося, що Xiamen airlines відмовилася від закупівель 3 787 на користь 6 737-800. Перед цим авіакомпанія замовила 21 Boeing 737-700 і -800, 11 з яких були доставлені до цього часу.

## Інциденти та авіакатастрофи
2 жовтня 1990 Boeing 737-200 виконував рейс 8301 з Сяменя у Гуанчжоу, коли був захоплений після зльоту розбився в аеропорту Байюнь, загинуло 128 осіб, ще 2 літаки на пероні були зруйновані.

## Флот
У березні 2017 року флот Xiamen Airlines становили такі літаки:
Середній вік флоту Xiamen Airlines склав 5.7 років станом на лютий 2015.